# Colby Motor Company
Colby Motor Company war ein US-amerikanischer Hersteller von Automobilen.

## Unternehmensgeschichte
William Colby und David W. Henry, der vorher die Henry Motor Car Company leitete, gründeten Ende 1910 das Unternehmen. Der Sitz war in Mason City in Iowa. Am 1. November 1910 wurden Maschinen im Werk installiert. Am 3. November war das erste Fahrzeug fertig. Der Markenname lautete Colby. Im Februar 1911 wurden drei Fahrzeuge auf der Chicago Automobile Show präsentiert. Im Dezember 1911 kam es zum Zusammenschluss mit der National Cooperative Farm Machinery Company aus Davenport. Colby blieb Präsident, während Henry gehen musste, der daraufhin die Omaha Motor Car Company gründete. H. O. Ogren wurde neuer Chefingenieur. Im Oktober 1913 erfolgte die Übernahme durch die Standard Motor Company. Colby musste das Unternehmen verlassen. C. H. MacNider wurde neuer Präsident. Der geplante Bau einer Fabrik in Minneapolis wurde nicht umgesetzt. 1914 endete die Produktion. In dem Jahr kam es zum Bankrott.
Insgesamt entstanden etwa 550 Fahrzeuge. Davon entfielen 137 auf 1911, 203 auf 1912 und 211 auf 1913. Ein Fahrzeug ist erhalten geblieben.

## Fahrzeuge
Alle Fahrzeuge bis auf die letzte Modellreihe hatten Vierzylindermotoren.
Das erste Modell von 1911 wurde Forty genannt. Dies war ein Hinweis auf seine Motorleistung von 40 PS. Der Radstand betrug 307 cm. Überliefert sind Tourenwagen und Roadster.
1912 wurde diese Modellreihe fortgeführt. Motor und Radstand blieben unverändert. Model A war eine Limousine, Model D ein Racer, Model G ein Roadster, Model H ein Tourenwagen, Model K ein Torpedo und Model R ein Coupé. Außerdem gab es den kleineren Thirty mit 30 PS Leistung. Sein Fahrgestell in Underslung-Bauart hatte 295 cm Radstand. Das Model L Underslung war ein Tourenwagen, das Model M Underslung ein Roadster und das Model N Underslung ein Coupé.
1913 gab es drei Modelle. Im Model C-40 leistete der Motor 40 PS. Der Radstand betrug 300 cm. Genannt sind zweisitziger Roadster und fünfsitziger Tourenwagen. Das Model E-50 hatte einen Motor mit 50 PS Leistung und ein Fahrgestell mit 325 cm Radstand. Er war als fünfsitziger und als siebensitziger Tourenwagen erhältlich. Der Six hatte einen Sechszylindermotor mit 60 PS Leistung. Der offene Tourenwagen mit sieben Sitzen basierte auf einem Fahrgestell mit 343 cm Radstand.

## Modellübersicht
| Jahr | Modell     | Ausführung         | Zylinder | Leistung (PS) | Radstand (cm) | Aufbau                                  |
| ---- | ---------- | ------------------ | -------- | ------------- | ------------- | --------------------------------------- |
| 1911 | Forty      |                    | 4        | 40            | 307           | Tourenwagen, Roadster                   |
| 1912 | Thirty     | Model L Underslung | 4        | 30            | 295           | Tourenwagen                             |
| 1912 | Thirty     | Model M Underslung | 4        | 30            | 295           | Roadster                                |
| 1912 | Thirty     | Model N Underslung | 4        | 30            | 295           | Coupé                                   |
| 1912 | Forty      | Model A            | 4        | 40            | 307           | Limousine                               |
| 1912 | Forty      | Model D            | 4        | 40            | 307           | Racer                                   |
| 1912 | Forty      | Model G            | 4        | 40            | 307           | Roadster                                |
| 1912 | Forty      | Model H            | 4        | 40            | 307           | Tourenwagen                             |
| 1912 | Forty      | Model K            | 4        | 40            | 307           | Torpedo                                 |
| 1912 | Forty      | Model R            | 4        | 40            | 307           | Coupé                                   |
| 1913 | Model C-40 |                    | 4        | 40            | 300           | Roadster 2-sitzig, Tourenwagen 5-sitzig |
| 1913 | Model E-50 |                    | 4        | 50            | 325           | Tourenwagen 5-sitzig und 7-sitzig       |
| 1913 | Six        |                    | 6        | 60            | 343           | Tourenwagen 7-sitzig                    |